# Oleg Sadijov
Oleg Sadijov –en hebreo, אולג סדיחוב– (4 de abril de 1966) es un deportista israelí que compitió en halterofilia. Ganó una medalla de bronce en el Campeonato Europeo de Halterofilia de 1992, en la categoría de 75 kg.

## Palmarés internacional
| Campeonato Europeo | Campeonato Europeo  | Campeonato Europeo | Campeonato Europeo |
| Año                | Lugar               | Medalla            | Categoría          |
| ------------------ | ------------------- | ------------------ | ------------------ |
| 1992               | Szekszárd (Hungría) | Medalla de bronce  | 75 kg              |